# Bataille de Rhesaina
Guerres perso-romaines
La bataille de Rhesaina a eu lieu en 243 entre les légions romaines du préfet du prétoire Timésithée et l'armée de l'empereur Sassanide Shapur Ier de Perse près de Rhesaina (aujourd'hui en Syrie). À la suite de la victoire des Romains, ceux-ci reprirent les villes d'Hatra, de Nisibis et de Carrhes.